# 圣安东尼奥-迪里斯本
圣安东尼奥-迪里斯本（葡萄牙語：Santo Antônio de Lisboa）是巴西皮奥伊州的一个市镇。总面积395.799平方公里，总人口5536人，人口密度14人/平方公里。